# Rio Descoberto
Le rio Descoberto est un cours d'eau brésilien qui baigne le District fédéral. Il marque la plus grande partie de la limite occidentale sud du District avec l'État de Goiás. La construction d'un barrage sur son cours a créé le lac du rio Descoberto, un des trois grands lacs de la région.